# InSight Crime
InSight Crime is een non-profit denktank en mediaorganisatie gespecialiseerd in georganiseerde misdaad in Latijns-Amerika en het Caribisch gebied. De organisatie heeft kantoren in Washington D.C. en Medellín.
InSight Crime werd gefinancierd door de Open Society Foundations en het Center for Latin American and Latino Studies aan de American University. In Colombia werd samengewerkt met de denktank Fundación Ideas para la Paz. 
In 2021 publiceerde de organisatie een uitgebreid onderzoek in de cocaïnehandel naar Europa.